# سیارک ۲۵۷۹۹
سیارک ۲۵۷۹۹ (به انگلیسی: 25799 Anmaschlegel، نامگذاری:2000CC83)۲۵۷۹۹مین سیارک کشف شده‌است که در ۰۴ فوریه ۲۰۰۰ کشف شد.